# Fly High/Moonlight Shadow
「Fly High／Moonlight Shadow」（フライ・ハイ／ムーンライト・シャドー）は、浜田麻里の23枚目のシングル（品番：MECR-1053）

## 解説
唯一の両A面シングル。本作以降、配信限定シングル2曲をリリースしたが、シングルCDは一切リリースしていない。
本作とアルバム『elan』（2005年10月26日発売）からトライエム親会社第一興商の株式会社第一興商の音楽ソフト事業会社再編に伴い、meldacレーベルより発売される事になった。　

## 批評
CDジャーナルは『Fly High』を「伸びやかなハイトーンボイスで颯爽に聴かせるポップなハード・チューン」と、『Moonlight Shadow』を「じっくりと聴かせる透明感のある歌声が魅力的」を評した。

## 収録曲
編曲：大槻啓之・浜田麻里
1. Fly High
作詞：浜田麻里　作曲：大槻啓之
2. Moonlight Shadow
作詞・作曲：浜田麻里
3. Sing Away
作詞：浜田麻里　作曲：大槻啓之